# Piedra rúnica de Skänninge Ög 165
La piedra rúnica de Skänninge, es una pieza de granito gris de 2,30 metros de altura identificada en la Rundata como Ög 165 está localizada en la iglesia de Nuestra Señora de Vårfrukyrkan en la plaza mayor de Skänninge. 
Al frente de la piedra se encuentra la primera parte del texto, arriba hasta la palabra "suniR" (Castellano: hijos). Sigue hacia la izquierda hasta el final del texto. La firma del grabador puede verse a la derecha. El verso es una media estrofa de verso aliterativo en métrica fornyrðislag, forma muy popular en el Nórdico antiguo.
La piedra se descubrió en tiempos recientes durante la restauración realizada en 1874 en la iglesia. Había sido usada como losa para el umbral de la puerta norte.
En Östergötlands runinskrifter (1911), Erik Brate (Castellano: Inscripciones rúnicas de Östergötland) observó que la piedra tenía cierta similitud con otra, Ög 87 localizada cerca de la iglesia de Högby en Göstring Hundred y especuló que Torun era la viuda de Toste y que la piedra fue tomada de ese emplazamiento original para usarla como material de construcción para la iglesia.

## Inscripción

### Texto original
þurun * risti * auk × þiR × bruþr × suniR :
tusta × iftiR * sin * faþur
þurkil×k rist × stin : þansi : aufti : tusta :

### En castellano
Torun y sus hermanos
(los) hijos de Toste, levantaron (la piedra) en memoria de su padre.
Yo, Torkel, levanté esta piedra en memoria de Toste.